# David Caruso
David Caruso (Forest Hills, 7 januari 1956) is een Amerikaans acteur.

## Levensloop
Caruso's vader was Italiaans-Amerikaan en zijn moeder was Iers-Amerikaanse. Hij ging naar de Elementary and Middle High School en naar de Archbishop Molloy High School.

### De jaren 1980
Hij verscheen voor het eerst in 1980 in de film Getting Wasted, waar hij de rol speelde van Henry. Caruso speelde in de volgende jaren vooral bijrollen op het grote scherm, in films zoals An Officer and a Gentleman, Blue City, Thief of Hearts, en China Girl. In 1982 verscheen Caruso in Rambo: First Blood, de eerste Rambo-film, als een van de hulpsheriffs, Mitch, die duidelijk onder de indruk is van de vaardigheden van de voortvluchtige John Rambo. Caruso was ook te zien in enkele scènes vanTwins, als parkeerwachter, met Danny DeVito en Arnold Schwarzenegger. Caruso verscheen ook als Kit-Kat in Hudson Hawk (1991).
Op televisie had hij een rol als bendeleider van "The Shamrocks" in Hill Street Blues in de vroege jaren 80. Hij verscheen ook in twee episodes van de televisieserie Crime Story, die liep van 1986 tot 1988 op NBC.

### De jaren 1990
Sterke bijrollen in de misdaadfilms King of New York (1990) en Mad Dog and Glory (1992), waarbij hij in beide films een cynische agent speelt, zorgde ervoor dat Hollywood hem opmerkte. Beide films maakten uiteindelijk de weg vrij voor zijn doorbraakrol op tv.
Die doorbraakrol kwam er in 1993, toen hij de rol van rechercheur John Kelly neerzette in de nieuwe serie NYPD Blue. Na één seizoen besloot Caruso om de serie al weer te verlaten. Zowel zijn wens om een filmcarrière op te bouwen als een geschil over de hoogte van het salaris worden als redenen gegeven voor zijn plotse vertrek.
Daarna speelde hij in Kiss of Death (met onder meer Nicolas Cage en Samuel L. Jackson), en de film Jade, die flopte.
In 1997 keerde Caruso terug naar televisieseries als de ster van CBS-rechtbankserie Michael Hayes.

### De jaren 2000
Caruso keerde terug op het witte doek met een bijrol als Russell Crowes mede-huurling in de film Proof of Life in 2000. In 2001 had hij een hoofdrol in de horrorfilm Session 9.
Sinds 2002 speelt hij hoofdinspecteur Horatio Caine in de CSI-spinoffserie CSI: Miami. In deze serie valt Caruso op met typische gebaren, zoals wanneer hij zijn zonnebril op zet.

## Filmografie

### Televisie
| Serie                      | Personage                                | Jaren     |
| -------------------------- | ---------------------------------------- | --------- |
| Getting Wasted             | Henry                                    | 1980      |
| An Officer and a Gentleman | Topper Daniels                           | 1982      |
| Rambo: First Blood         | Deputy Mitch                             | 1982      |
| Blue City                  | Joey Rayford                             | 1986      |
| Twins                      | parkeerwachter                           | 1988      |
| Hudson Hawk                | Kit-Kat                                  | 1991      |
| King of New York           | Dennis Gilley                            | 1990      |
| NYPD Blue                  | John Kelly                               | 1993      |
| Kiss of Death              | Jimmy Kilmartin                          | 1995      |
| Jade                       | assistant van de procureur David Corelli | 1995      |
| Session 9                  | Phil                                     | 2001      |
| CSI: Miami                 | Horatio Caine                            | 2002-2012 |

- Biblioteca Nacional de España: XX1173747
- Bibliothèque nationale de France: cb14012530q (data)
- Gemeinsame Normdatei: 131533975
- International Standard Name Identifier: 0000 0001 2283 4928
- Library of Congress Control Number: no97016535
- Nationale Bibliotheek van Tsjechië: xx0151910
- Nationale Bibliotheek van Polen: a0000002132673
- Nederlandse Thesaurus van Auteursnamen: 14100634X
- SNAC: w6qv3tg9
- Système universitaire de documentation: 076620948
- Virtual International Authority File: 100319500
- WorldCat: E39PBJk949fv49GbwYxJxmcwYP